# Gelanes gubarevae
Gelanes gubarevae là một loài tò vò trong họ Ichneumonidae.